# Стрингер, Говард
Говард Стрингер (англ. Howard Stringer; род. 19 февраля 1942, Кардифф) — валлийско-американский бизнесмен и предприниматель. В 1999 году он был посвящён в рыцари.

## Биография
Стрингер родился в Кардиффе в семье Марджори Мэри, валлийской школьной учительницы, и Гарри Стрингера, сержанта Королевских военно-воздушных сил.
Его младший брат, Роб Стрингер, был президентом Sony Music.
Стрингер получил степень магистра искусств в Оксфордском университете по современной истории.

## Карьера
Стрингер переехал в Соединенные Штаты в 1965 году. Проработав шесть недель на флагманской радиостанции CBS WCBS-TV, он был призван в армию Соединенных Штатов и служил военным полицейским в Сайгоне в течение десяти месяцев во время Вьетнамской войны. Он не участвовал в боевых действиях, но был награжден армейской благодарностью за выдающиеся достижения.
Стрингер вернулся на CBS, где проработал 30 лет. Он начинал с ряда скромных должностей, в том числе отвечал на телефонные звонки за кулисами шоу Эда Салливана. В 1976 году он стал исполнительным продюсером документального сериала CBS Reports. Затем, с 1981 по 1984 год, он был исполнительным продюсером вечерних новостей CBS вместе с Дэном . В 1986 году он стал президентом CBS News в целом. Затем он занимал пост президента CBS с 1988 по 1995 год, где отвечал за все трансляции развлекательных, новостных, спортивных, радио- и телевизионных станций. Во время пребывания Стрингера на этом посту CBS воспользовалась услугами Дэвида Леттермана с его поздним шоу, но также потеряла права на Национальную футбольную лигу у новоиспеченной вещательной компании Fox Broadcasting Company, что привело к тому, что несколько филиалов CBS присоединились к последней.
Стрингер покинул CBS в 1995 году, чтобы стать генеральным директором Tele-TV, недавно созданной медиа- и технологической компании, созданной американскими телекоммуникационными компаниями Bell Atlantic, NYNEX и Pacific Telesis, а также Агентством креативных художников. Стрингер ушел из компании в мае 1997 года.

## Личная жизнь
В июле 1978 года Стринг женился на Дженнифер А. Кинмонд Паттерсон. У них двое детей. Он стал американским гражданином в 1985 году.
Стрингер был посвящен в рыцари королевой Елизаветой II 31 декабря 1999 года.